# Caprorhinus dechappei
Caprorhinus dechappei är en insektsart som beskrevs av Marius Descamps och Wintrebert 1966. Caprorhinus dechappei ingår i släktet Caprorhinus och familjen Pyrgomorphidae. Inga underarter finns listade i Catalogue of Life.